# HMS Royal James (1658)
HMS Royal James – angielski XVII-wieczny okręt liniowy II rangi (po przebudowie i dozbrojeniu klasyfikowany jako okręt I rangi).

## Historia
Okręt został zbudowany w epoce republiki (1649-1660) pod kierunkiem szkutnika Christophera Petta, w stoczni w Woolwich. Początkowo nosił nazwę Richard, na cześć nowego Lorda Protektora Richarda Cromwella.
Zbudowany jako okręt liniowy II rangi, uzbrojony w 70 dział, "Richard" po restauracji monarchii w Anglii w 1660 roku, został wcielony do nowo powstałej Royal Navy pod zmienioną nazwą "Royal James". Jednocześnie okręt wyposażono w dodatkowe działa na górnym pokładzie i zmieniono jego klasyfikację na okręt liniowy I rangi.
W 1665 roku "Royal James" wziął udział w drugiej wojnie przeciw Holandii. Pod dowództwem księcia Ruperta walczył w bitwie pod Lowestoft, gdzie wyróżnił się podczas odbicia, czasowo opanowanego przez Holendrów, angielskiego okrętu liniowego "Prince Royal".
W następnym roku "Royal James", będący flagowym okrętem eskadry księcia Ruperta, wziął udział w bitwie czterodniowej, dołączając do angielskiej floty trzeciego dnia bitwy, a czwartego dnia prowadząc do boju centrum. W starciu z flagowym okrętem admirała de Ruytera "De Zeven Provinciën", "Royal James" stracił maszty i musiał wycofać się z przegranej dla Anglików bitwy.
"Royal James" ponownie wziął udział w bitwie pod North Foreland. Tym razem głównodowodzący flotą angielską książę Rupert wywiesił swą flagę na "Royal Charles", ale po poważnym uszkodzeniu flagowego okrętu, musiał przesiąść się na pokład dobrze mu znanego "Royal James".
W roku 1667 flota holenderska pod dowództwem admirała de Ruytera dokonała śmiałego rajdu zadając Anglikom duże straty na rzece Medway. "Royal James", znajdujący się wtedy w porcie w Chatham, został zatopiony i porzucony przez własną załogę, aby nie dostał się w ręce wroga. Wystające z wody nadbudówki i takielunek zostały następnie podpalone przez holenderskie brandery.
Częściowo zniszczony "Royal James" został następnie wydobyty i całkowicie odbudowany jako nowy okręt "Royal James".